# Spallanzania vetula
Spallanzania vetula är en tvåvingeart som beskrevs av Henry J. Reinhard 1964. Spallanzania vetula ingår i släktet Spallanzania och familjen parasitflugor. Inga underarter finns listade i Catalogue of Life.